# Schwärzelbach
Schwärzelbach ist ein Gemeindeteil der Gemeinde Wartmannsroth im unterfränkischen Landkreis Bad Kissingen in Bayern. In der Gemarkung Schwärzelbach liegen die Orte Altdorf, Neudorf und Neuwirtshaus.

## Geographische Lage
Das Pfarrdorf Schwärzelbach liegt nordöstlich von Wartmannsroth. Die durch den Ort verlaufende Staatsstraße 2302 führt in südwestlicher Richtung nach Wartmannsroth und mündet, über Neudorf führend, in Neuwirtshaus in der Bundesstraße 27. Die B 27 verläuft östlich von Schwärzelbach und führt nordwärts nach Bad Brückenau und südwärts nach Hammelburg.

## Geschichte
Das Gebiet, in dem sich Schwärzelbach befindet, wurde am 7. Januar 777 von Karl dem Großen als Schenkung an das Kloster Fulda übergeben, in dessen Besitz es bis 1816 blieb. Schwärzelbach selbst wurde von Sachsen gegründet; die erste bekannte Erwähnung des Ortes findet sich im Jahr 1150 in einem Fuldaer Urbar.
Ein Eintrag im Urbar aus dem Jahr 1311 lässt vermuten, dass Schwärzelbach ein bevorzugter sächsischer Siedlungsort war. Im gleichen Jahr wurde das Schwärzelbacher Zehnt an das Würzburger Stift Haug verliehen. Als im Jahr 1555 die Besitztümer der Herren von Erthal aufgeteilt wurden, ging die Schwärzelbacher Zehnt an die Zent Hammelburg.
Ein Visitationsbericht von 1696 besagt, dass Schwärzelbach zu Beginn der Neuzeit zur Pfarrei Diebach gehörte. Auf welche Weise Schwärzelbach vor Gründung der Diebacher Pfarrei seelsorgerisch betreut wurde, ist unbekannt. Spätestens im Jahr 1515 entstand in Schwärzelbach durch eine Stiftung des Hammelburger Amtskellers Nikolaus Kekimal Haim, der möglicherweise Bürger von Schwärzelbach war, eine dem Hl. Mauritius geweihte Kapelle, die sich am Standort der heutigen Kirche des Ortes befand. Mit Gründung der Wartmannsrother Pfarrei im Jahr 1737 wurde Schwärzelbach Filialort von Wartmannsroth, wobei Schwärzelbach auf Grund der höheren Einwohnerzahl die Vorrangstellung vor Wartmannsroth hatte. Im Jahr 1777 genehmigte die Regierung Fulda auf Grund des verfallenen Bauzustands der Kapelle einen Kirchenneubau, der 1780 vollendet war und ebenfalls dem Hl. Mauritius geweiht wurde.
Im Zuge der Säkularisation ab 1803 ging Hammelburg und damit auch Schwärzelbach im Jahr 1816 vom Kloster Fulda an Bayern über.
Auf Grund einer Stiftung über 4.000 Gulden, die der Hammelburger Karl von Hess bei seinem Tod 1872 hinterließ, wurde die Pfarrei Schwärzelbach gegründet. Karl von Hess hatte nach Beendigung seines Forststudiums ein Gut in Schwärzelbach erworben und bewirtschaftet. Er gab das Gut jedoch auf, als er in Bad Kissingen ein Kurhotel (das heutige „Kaiserhof Victoria“) eröffnete; neuer Besitzer des Gutes wurde laut örtlicher Überlieferung der Landwirt Hoos.
Die von Pfarrer Joseph Breitenbach beantragte Gründung wurde durch das Testament des am 8. März 1879 verstorbenen Ochsenfurter Stadtpfarrers Peter Riegel begünstigt, der in seinem Testament vom 25. Januar 1872 sein Vermögen für die Gründung einer Kaplanei oder Lokalkaplanei bei der Pfarrei Thulba oder Wartmannsroth zur Verfügung stellte. Im Jahr 1889 verfügte der Fonds für die Pfarreigründung über einen Betrag von 58000 Mark; im Jahr 1893 wurde die Gründung der Pfarrei schließlich konkret. Im Jahr 1901 wurde die Pfarreiengründung durch Prinzregent Luitpold von Bayern und durch Würzburger Bischof Ferdinand von Schlör amtlich bestätigt.
Im Rahmen der Gebietsreform in Bayern wurde Schwärzelbach am 1. Mai 1978 nach Wartmannsroth eingemeindet.

## Persönlichkeiten

### Söhne und Töchter der Stadt
- Herbert Trimbach (* 18. August 1954 in Schwärzelbach), deutscher Jurist, Ministerialdirigent.